# Kurt Witke
Kurt Witke (* 28. Juni 1948) ist ein ehemaliger deutscher Fußballschiedsrichter.

## Karriere
Der Kurpfälzer Kurt Witke wurde in der 2. Fußball-Bundesliga erstmals am 18. August 1984, dem ersten Spieltag der Saison 1984/85, eingesetzt. Er leitete die Partie 1. FC Saarbrücken gegen SSV Ulm 1846. Ab der Spielzeit 1985/86 wurde er auch in der ersten Liga eingesetzt. Hier war das erste Spiel unter seiner Leitung die Partie zwischen Bayer 05 Uerdingen und Hannover 96 am 14. September 1985.
Eine gewisse mediale Aufmerksamkeit erlangte er in der Saison 1988/89 beim Spiel 1. FC Köln gegen den 1. FC Kaiserslautern (2:2), als er nach einem Tor der Lauterer das Spiel wieder anpfiff, obwohl noch drei Spieler hinter dem Tor mit den Fans jubelten. Wenige Sekunden nach Wiederbeginn erhielten die Kölner einen Elfmeter, den sie zum 2:2-Endstand verwandelten. Die Saison war von einem Zweikampf an der Tabellenspitze zwischen dem 1. FC Köln und Bayern München geprägt. Der FC Bayern gewann schließlich den Titel, sodass das Spiel nicht entscheidend für den Ausgang der Saison war.
Bis 1993 war er im Profibereich als Schiedsrichter aktiv. Heute (2011) arbeitet er u. a. im Schiedsrichterausschuss des Badischen Fußballverbands (Kreis Heidelberg).